# Horna
Horna er et finsk black metal-band, dannet i 1994. Guitaristen Shatraug er det eneste permanente medlem.

## Medlemmer
- Spellgoth – vokal
- Shatraug – guitar, vokal
- Infection – guitar, bas
- Qraken – bas
- Vainaja – trommer

### Tidligere medlemmer

#### Vokalister
- Nazgul von Armageddon
- Corvus

#### Guitarister
- Moredhel
- A.T. Otava
- Saturnus

#### Bassister
- Skratt
- Thanatos
- Vrasjarn

#### Trommer
- Gorthaur
- Lord Sargofagian

## Diskografi

### Studiealbum
- 1998: Kohti Yhdeksän Nousua
- 1999: Haudankylmyyden Mailla
- 2001: Sudentaival
- 2005: Envaatnags Eflos Solf Esgantaavne
- 2006: Ääniä Yössä
- 2007: Sotahuuto
- 2008: Sanojesi Äärelle
- 2013: Askel lähempänä Saatanaa
- 2015: Hengen tulet

### Ep'er
- 1999: Perimä Vihassa Ja Verikostossa
- 1999: Sota
- 2002: Korpin Hetki
- 2002: Risti Ja Ruoska
- 2003: Viha Ja Viikate
- 2004: Talismaani
- 2004: Vuohipaimen
- 2007: Pimeyden Hehku
- 2009: Herran Edessä
- 2011: Adventus Satanae
- 2018: Kuolleiden kuu

### Livealbum
- 2004: Black Metal Warfare
- 2009: Vihan Tiellä
- 2016: Live Armageddon 1999–2000

### Demoer
- 1995: Varjoissa
- 1996: Kristuksentappo Treenit
- 1997: Hiidentorni

### Opsamlingsalbum
- 2000: Hiidentorni / Kohti Yhdeksän Nousua Perimä / Vihassa Ja Verikostossa / Ordo Regnum Sathanas
- 2004: Ordo Regnum Sathanas
- 2006: Kun Synkkä Ikuisuus Avautuu
- 2009: Musta Kaipuu
- 2018: Kasteessa kirottu